# Kombinat Lacke und Farben

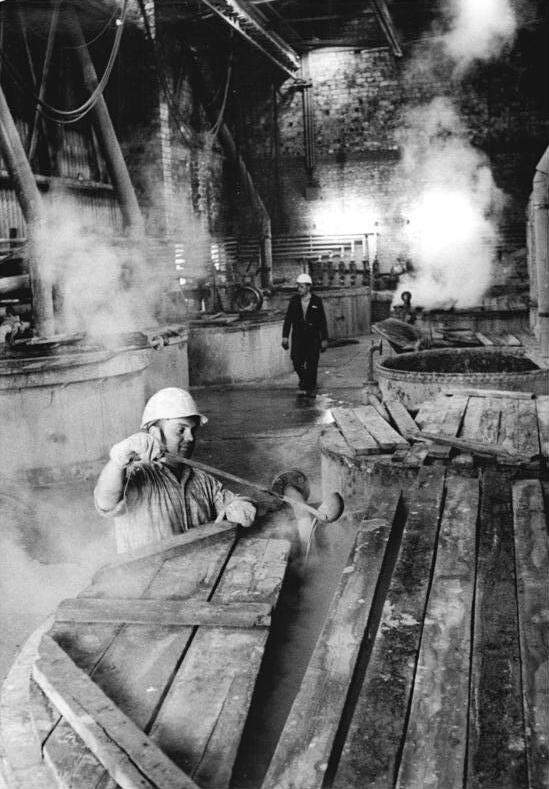
Aus der Farbenproduktion des VEB Kali-Chemie Berlin (Eisenoxidgelb), 1980

Der VEB Kombinat Lacke und Farben Berlin (Lacufa) wurde 1979 gegründet und war ein Kombinat in der Deutschen Demokratischen Republik (DDR). Zu den Produkten der Kombinatsbetriebe zählten Lacke und Farben. Das Kombinat wurde wie andere Volkseigene Betriebe (VEB) nach der deutschen Wiedervereinigung in einem zweijährigen Prozess aufgelöst.

## Geschichte
Das Kombinat wurde als Nachfolger der VVB Lacke und Farben, die es seit 1948 gab, im Jahr 1979 gegründet. Der Stammbetrieb der VVB war die Lackfabrik Leipzig, die aus einem Unternehmen aus dem 19. Jahrhundert hervorgegangen war. Lacufa hatte das Logo der VVB in nur leicht abgewandelter Form übernommen (stilisiertes „LF“ ohne Schrift). Das neue Kombinat war in der DDR Monopolist für sämtliche Lacke und Farben für Anwendungen in der Industrie, dem Handwerk und dem privaten Bereich. Hierzu zählten beispielsweise Baufarben, Korrosionsschutzanstriche, Schiffsfarben, Straßenmarkierungen und Druckfarben sowie Automobil-, Industrie-, Möbel- und Elektroisolierlacke. Das Kombinat unterstand dem Ministerium für Chemische Industrie. Weitere zentralgeleitete Kombinate im Zuständigkeitsbereich dieses Ministeriums sind in der Liste von Kombinaten der DDR aufgeführt.
Im Ergebnis der Wende und der anschließenden Wiedervereinigung wurde das Kombinat 1990 aufgelöst und seine Betriebe wurden privatisiert. Für diesen Übergangsprozess entstand die Lacufa AG mit Sitz in Berlin, welche mehrere Standorte des ehemaligen Kombinats umfasste und im Jahr 1992 von den Deutschen Amphibolin-Werken und der Lankwitzer Lackfabrik übernommen wurde.

## Zugehörige Betriebe
Zum Kombinat gehörten die folgenden Betriebe:  
- VEB Kali-Chemie Berlin, (Stammbetrieb), hatte unter anderem einen Produktionsstandort mit einer nahen Abfallhalde im Ortsteil Berlin-Niederschöneweide, der auf eine Lackfabrik aus dem 19. Jahrhundert zurückging.[7]
- VEB Lackfabrik Berlin[8]
- VEB Lack- und Druckfarbenfabrik Coswig,[9]
- VEB Vereinigter Korrosionsschutz „Hermann Heyne“ Eisleben,
- VEB Druckfarben- und Lederfarbenfabrik Halle,
- VEB Lackfabrik Köthen,
- VEB Farben- und Lackfabrik Leipzig (ursprünglicher Stammbetrieb der VVB Lacke und Farben),
- VEB Forschung und Rationalisierung Lacke und Farben Magdeburg,
- VEB Kunstharze Mattstedt,
- VEB „Varia“ Chemische Fabrik Mügeln,
- VEB Lackfabrik Oberlichtenau,
- VEB Spezialfarben Oranienburg,
- VEB Lackfabrik Zeitz,
- VEB Lackharz Zwickau.

In der Dresdener Gutenbergstraße unterhielt das Kombinat eine Berufsschule, die schon der VVB zuvor zur Ausbildung gedient hatte.